# Dottevik
Dottevik är ett område i sydöstra Arvika i Arvika landsdistrikt. Det består av hyreshus, kedjehus och villor.
I området finns även en skola, Dotteviksskolan. Det är också området där det omtalade Kevin-mordet skedde.